# Philippe Tesnière
Philippe Tesnière (Ernée, 1 de fevereiro de 1955 — Ernée, 8 de dezembro de 1987) foi um ciclista francês, que competiu como profissional entre 1978 a 1981. Ele terminou em último lugar no Tour de France 1978.